# Iglesia de Sabaya
La Iglesia de Sabaya es un templo barroco mestizo ubicado en el municipio Sabaya del Departamento de Oruro, en Bolivia. El edificio fue declarado patrimonio cultural boliviano. en 1967 durante el Gobierno de René Barrientos

## Historia
La iglesia fue construida en el s XVII y posteriormente reconstruida tras el traslado total del pueblo en el s XVIII y se cree que participaron en su construcción artesanos de la nación Chipaya.

## Características

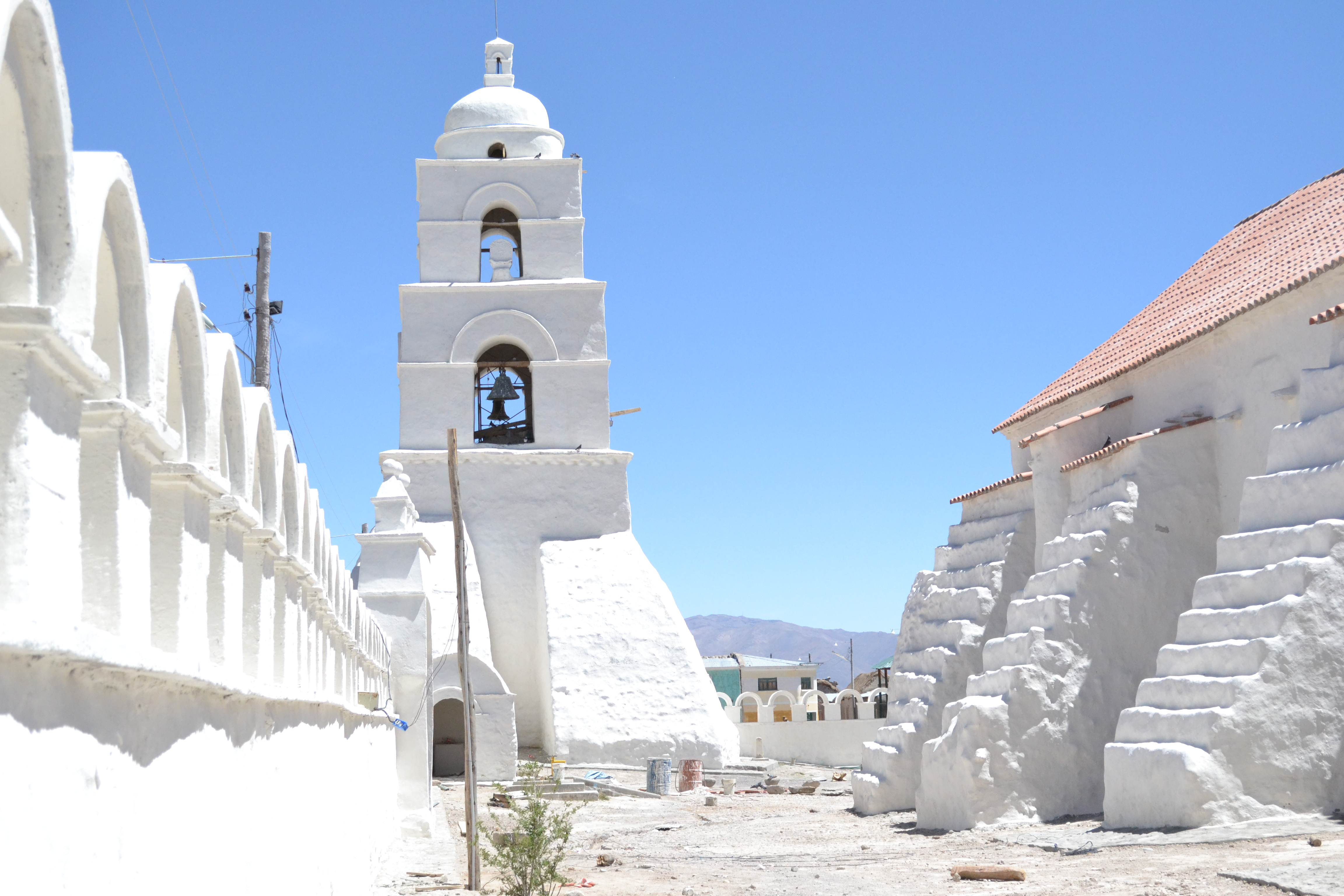
Vista exterior de la Torre y los contrafuertes

### Arquitectura
La iglesia cuenta con una torre exenta, posas y un altar profusamente ornamentado, las paredes interiores del edificio presentan un gran cantidad de detalles pintados a mano.

### Arte murario
Los muros del templo llevan representaciones de los 4 ayllus de Sabaya que participaron en la construcción, las figuras polícromas llevan representaciones que no corresponden a escenas bíblicas

### Pintura
La iglesia cuenta en su altar mayor con una obra  de las dos únicas obras firmadas conocidas del artista Luis Niño, la Virgen de Sabaya del siglo XVIII, la otra obra de Niño que representa a la misma Virgen actualmente se encuentra en el Convento de La Recoleta en Sucre

## Restauración

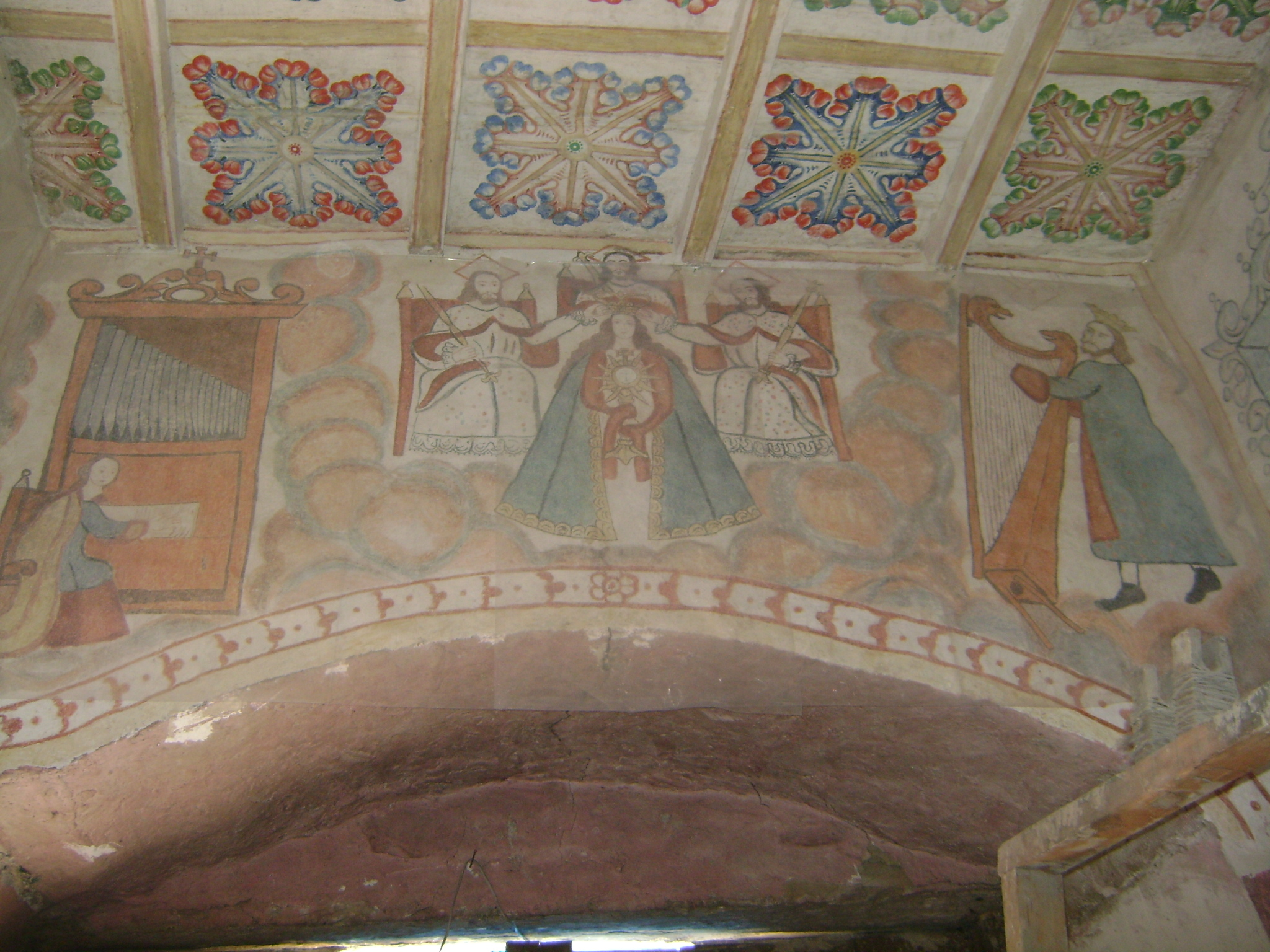
Arte murario durante la restauración de 2013.

En 2013 se realizó la restauración del templo a través de un proyecto de la Administradora Boliviana de Carreteras y la Corporación Andina de Fomento.

## Incidentes
En 2008 la iglesia sufrió el robo de varias piezas de plata repujada correspondientes al altar. En 2009 una nueva sustracción supuso la pérdida de más de 30 piezas de arte entre pintura, escultura, retablos, platería metalistería y muebles.